# Vila do Bispo (freguesia)
Vila do Bispo is een plaats (freguesia) in de Portugese gemeente Vila do Bispo en telt 956 inwoners (2001).